# 徐書受
徐書受（1751年—1805年），字尚之，江蘇武進人，清朝政治人物。

## 生平
早年以副贡生充四库馆眷录。家貧，喜歡著述。與洪亮吉、孙星衍、赵怀玉、黄景仁、杨伦、吕星垣等並列毗陵七友。乾隆四十五年（1780年）乡试中副榜，分发河南，历署太康县丞、汝州同知、尉氏县知县，奏补兰阳县。後以丁憂歸里。嘉庆五年十月，官河南南召知縣。著有《教经堂集》。